# Guggisberg
Guggisberg ([ˈɡʊkisˌbɛrɡ], berndeutsch Guggischbärg [ˈgʊkiʃbærg]) ist eine politische Gemeinde im Verwaltungskreis Bern-Mittelland des Kantons Bern in der Schweiz. Schweizweit bekannt ist der Ort vor allem durch das Guggisberglied.
Zu Guggisberg gehören auch die Orte Riffenmatt, Schwendi, Kriesbaumen, Riedstätt, Kalchstätten, Hirschmatt-Laubbach, Riedacker, Sangernboden und Ottenleuebad. Mit dem Namen Guggisberg existieren eine Einwohnergemeinde, eine Burgergemeinde und eine evangelisch-reformierte Kirchgemeinde.

## Geographie
Guggisberg liegt im Voralpengebiet, zwischen Schwarzwasser und Sense. Der Hauptort befindet sich auf 1115 m am Südwesthang des Guggershorns (1283 m), damit ist Guggisberg eine der höchstgelegenen Gemeinden des Schweizer Voralpenlandes. Der höchste Punkt der Gemeinde ist die 2151 m hohe Schibe, der tiefste Punkt liegt auf 708 m beim Zusammenfluss von Niederriedgraben und Sense. Das mit 55 km2 sehr grosse Gemeindegebiet ist zu 40 % bewaldet.
Die Nachbargemeinden von Norden beginnend im Uhrzeigersinn sind Schwarzenburg, Rüschegg und Oberwil im Simmental im Kanton Bern sowie Plaffeien und Tafers im Kanton Freiburg.

## Bevölkerung
| Jahr      | 1860 | 1900 | 1950 | 1980 | 2000 | 2013 | 2022 |
| --------- | ---- | ---- | ---- | ---- | ---- | ---- | ---- |
| Einwohner | 2823 | 2809 | 2339 | 1560 | 1660 | 1551 | 1478 |

## Politik
Gemeinderatspräsident ist seit 2021 Niklaus Köpplin (SVP, Stand 2024).
Bei den Nationalratswahlen 2023 betrugen die Wähleranteile in Guggisberg (in Klammern die Veränderung im Vergleich zu den Wahlen 2019 in Prozentpunkten): SVP 60,05 % (+0,39), EDU 7,75 % (+1,91), Mitte 7,70 % (−0,61), SP 7,59 % (+1,50), Grüne 5,32 % (−2,82), EVP 4,10 % (+0,59), Aufrecht 2,30 % (+ 2,30), glp 2,02 % (−1,33), FDP 1,18 % (+0,36), Weitere 1,99 % (−2,29).

## Wirtschaft
Land- und Forstwirtschaft bilden mit 55 % die Haupterwerbsquellen in Guggisberg. 15 % sind im Sektor Handwerk und Gewerbe sowie 30 % im Sektor Handel und Dienstleistungen tätig.

## Geschichte
Die älteste erhaltene Namensnennung datiert auf das Jahr 1148, als Guggisberg in einer Urkunde von Papst Eugen III. als Cucansperc erwähnt ist. Ab 1423 fällt Guggisberg durch Kauf zu gleichen Teilen an Bern und Freiburg, dies bleibt so bis zur Mediation von 1803.
Die früheste Erwähnung der Schafscheid (Volksfest/Dorffest), eines bis heute bestehenden Brauchtums, stammt aus dem Jahr 1662.

## Tourismus und Sehenswürdigkeiten
- Kirche und Pfarrhaus[9]
- Erste touristische Aktion in Guggisberg war 1828 der Bau einer Treppe auf das Guggershorn durch den Sternenwirt Blaser.
- Vreneli Museum gegenüber der Kirche
- Das Guggisberglied, ein melancholisches Schweizer Volkslied, wurde 1741 erstmals erwähnt und wurde 1989 unter anderem auch durch die Interpretation von Stephan Eicher und die englische Version (If ever…) der Gruppe Angelheart international bekannt. Dem Lied liegt eine Geschichte zugrunde, die sich einst in Guggisberg zugetragen haben soll:[10]

Im Dorf Guggisberg, am Fusse des Guggershorns, steht der stattliche Bauernhof «Linde», wo das Vreneli wohnte. Leider verlor es früh den Vater. Der Ammann auf der «Zelg» stand der Witwe und ihrer minderjährigen Tochter mit Rat und Tat bei. Er hätte gerne durch eine Heirat seines Sohnes mit der «Linden»-Tochter die beiden schönen Höfe vereint. Aber zu spät: Vreneli hatte schon früh eine andere Wahl getroffen: Es liebte den «Simes Hans-Joggeli», Sohn des Simon, der «änet dem Bärg», d. h. hinter dem Guggershorn zu Wahlenhaus, auf der Schattseite, wohnte.
Dem wohlhabenden Ammanns-Sohn war der Kleinbauernsohn ein Dorn im Auge. Er wollte seine Ansprüche an die junge, hübsche «Linden»-Tochter dem ungebetenen Nebenbuhler handgreiflich kundtun und lauerte ihm eines Abends auf. Doch der Schattseitenbauer war stärker und der Ammanns-Sohn blieb nach einem unglücklichen Sturz bewusstlos liegen. Hans-Joggeli glaubte, der wäre tot. In seiner Verzweiflung floh er und liess sich in fremde Kriegsdienste anwerben. Das war für ihn die einzige Lösung, um einer Verurteilung zu entgehen. Zurück blieb Vreneli mit seiner Liebe, seiner Sehnsucht, seiner Treue und uns blieb das zu Herzen gehende Lied. Die Rückkehr von Hans-Joggeli hat Vreneli wahrscheinlich nicht mehr erlebt; es starb offenbar sehr jung. Das Sterbedatum ist wegen des Fehlens des Sterberödels nicht gesichert. Simes Hans-Joggeli jedoch wurde 92 Jahre alt und starb 1736. Die ganze Wahrheit? Wir wissen es nicht genau.

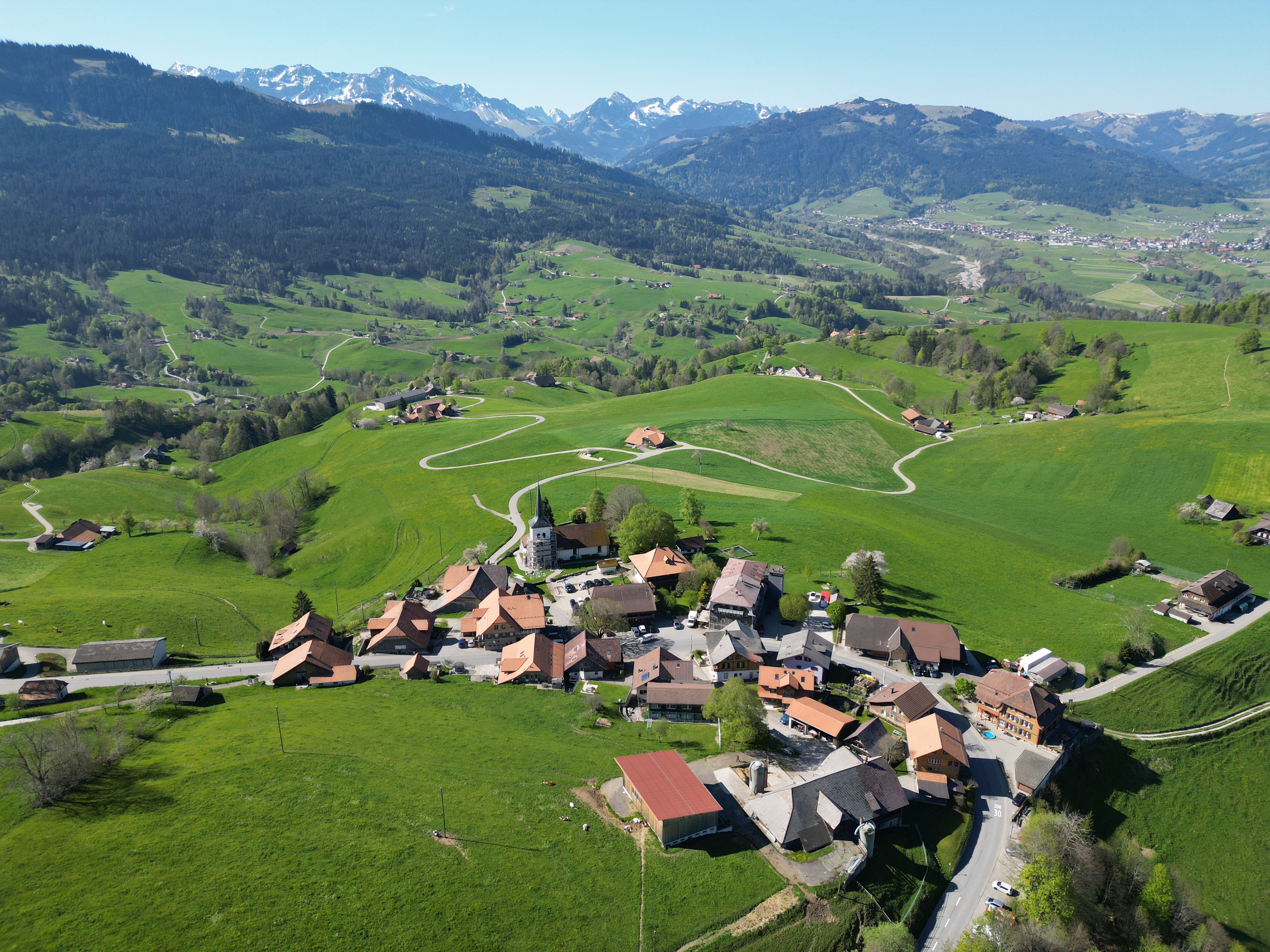
Blick auf Guggisberg. Unten mit dem hellen Dach der Linden-Hof, wo Vreneli gelebt haben soll
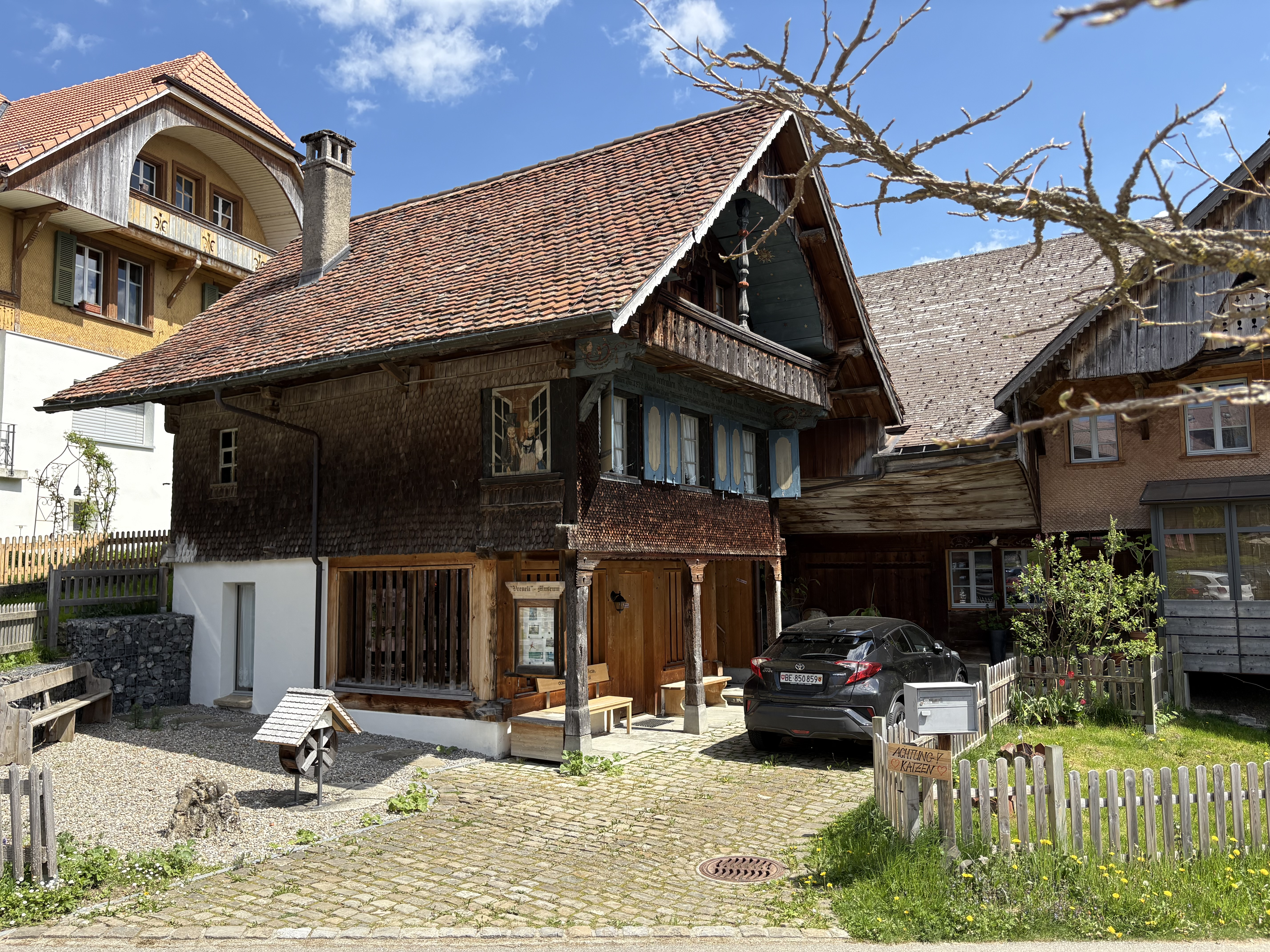
Vreneli-Museum
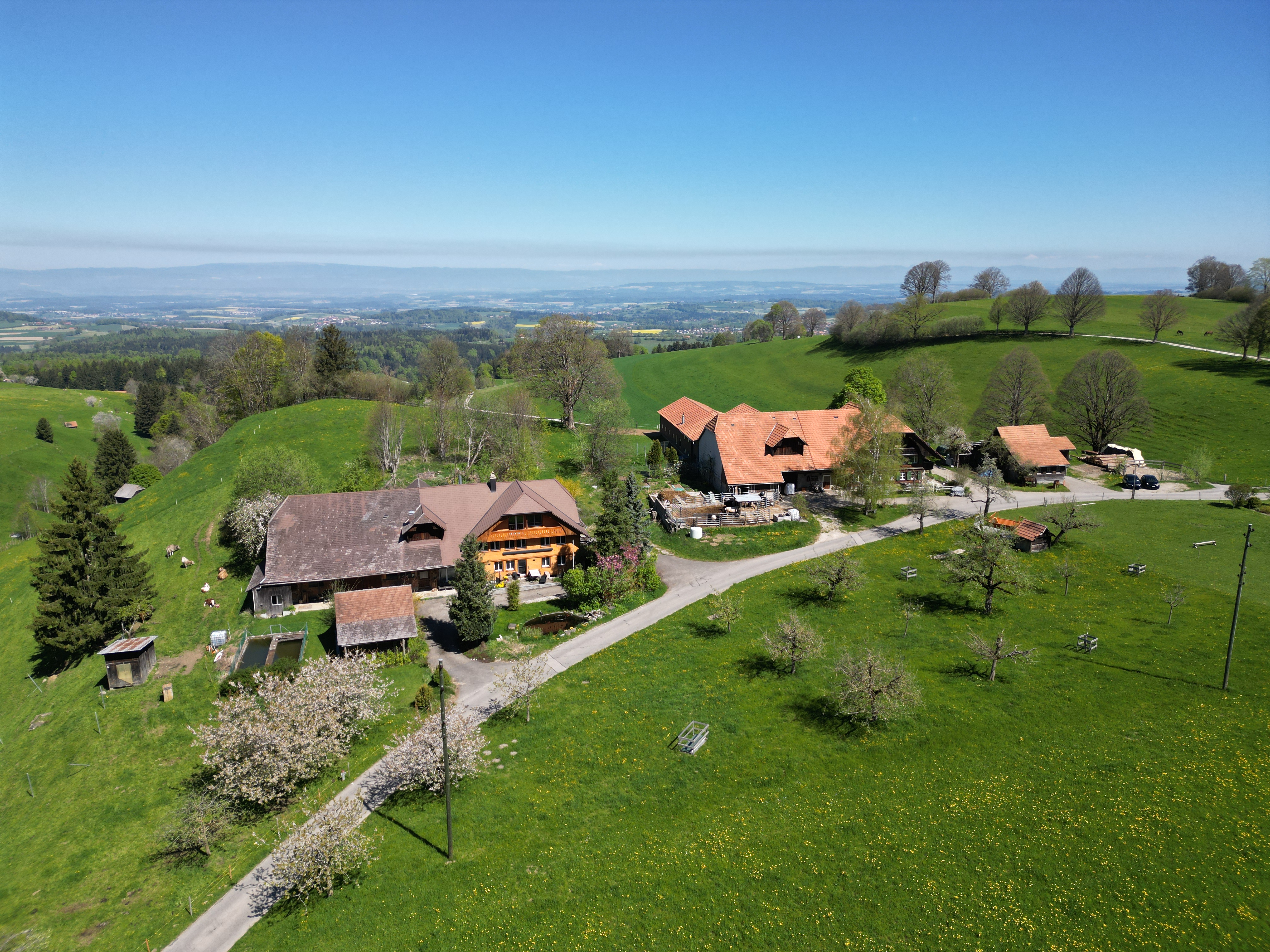
Wahlenhaus, Simes Hans-Joggelis Wohnort

## Vreneli
Die Geschichte von Vreneli und Hans-Joggeli könnte sich zwischen 1660 und 1670 zugetragen haben. Vrenelis Existenz von ist urkundlich nicht belegt, aber ein „Simes Hans Jaggi“ ist im 1715 Verzeichnis der Einwohner erwähnt. Er wohnte nach seiner Rückkehr aus fremden Kriegsdiensten als Witwer bei seinen Söhnen Hans und Jakob im Hof Wahlenhaus (“änet dem Bärg”, also hinter dem Guggershorn).
Dem Vreneli begegnet man im Dorf mehrfach:
- Das Vreneli-Museum beherbergt einen Haushalt mit zwei Stuben, die wie im Ende des 19. Jahrhunderts eingerichtet sind. Informiert wird über regionales Brauchtum und das Guggisberglied, gezeigt werden Trachten und Modelle von Bauernhäusern.[12]
- Vor dem Museum steht der Vreneli-Brunnen mit einer von Max Fueter gestalteten Bronzefigur des Mädchens.[13]
- Beim Museum steht das Modell einer Mühle, wie sie im Lied erwähnt wird: «Dört unden i der Tiefi, da steit es Mülirad»
- Vreneli und seiner Geschichte ist ein Themenweg gewidmet. Er verbindet das Dorf über das Guggershörnli mit Simes Hans-Joggelis Wohnort Wahlenhaus «änet dem Bärg» oder über den Schwendelberg mit dem Weiler Riffenmatt im Osten des Dorfes. Unterwegs sind fünf Plätze gestaltet, wo man sich spielerisch mit der Geschichte befassen oder die Aussicht geniessen kann. Via QR-Code sind jeweils ein passendes Lied und der Text in Guggisberger Mundart abrufbar[14]
- Am Anfang des Themenwegs steht eine grosse hölzerne Vreneli-Skulptur, gestaltet von Dominic Corpataux, Holzbildhauer aus Rüschegg.
- In einer ausgedienten Telefonkabine können über die alte Tastatur neun Versionen des Guggisberglieds angewählt und über den Telefonhörer angehört werden.
- Seit 1909 steht im Guggisberger Wappen das "Vreneli" mit einer roten Rose in der rechten Hand.

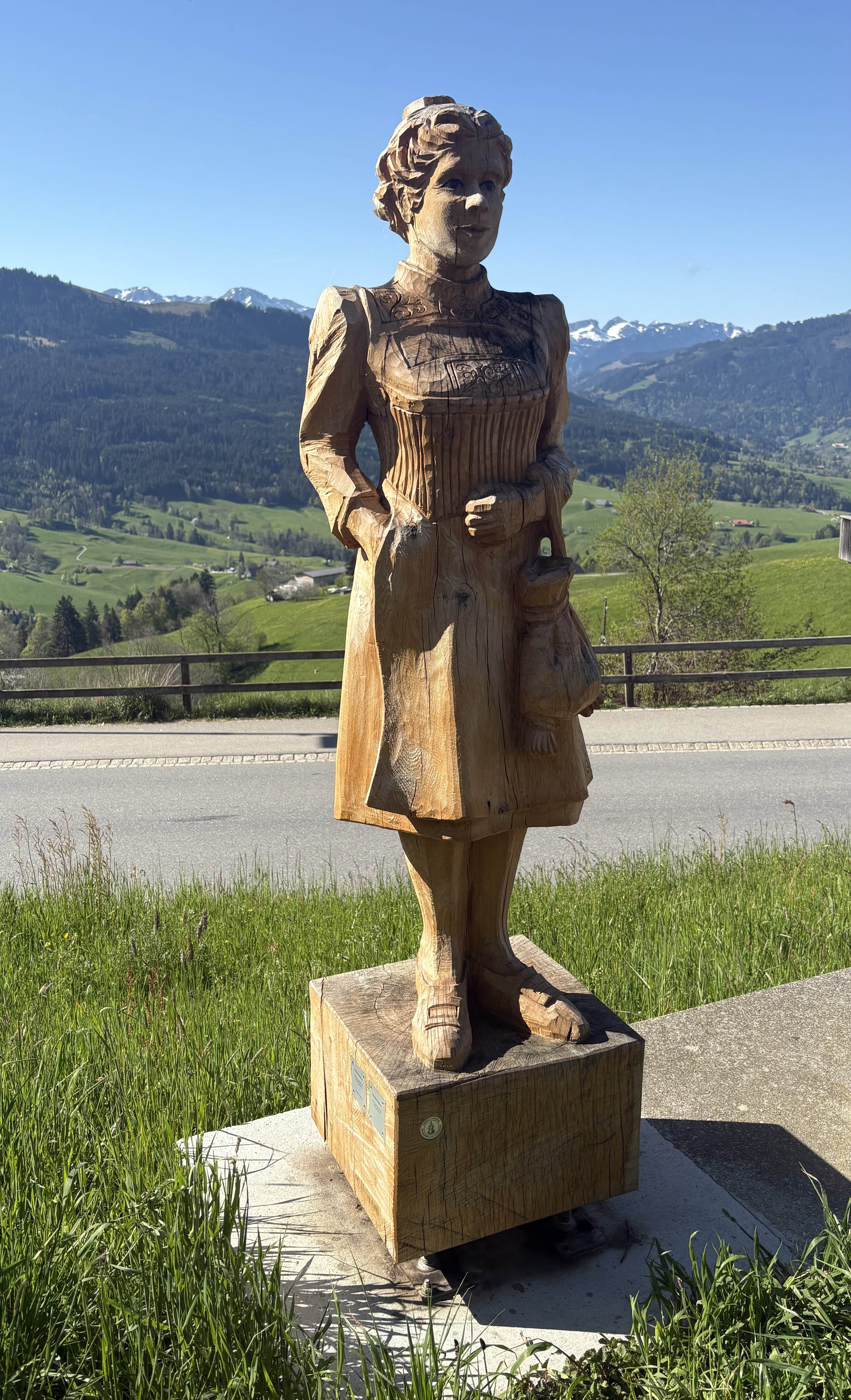
Skulptur
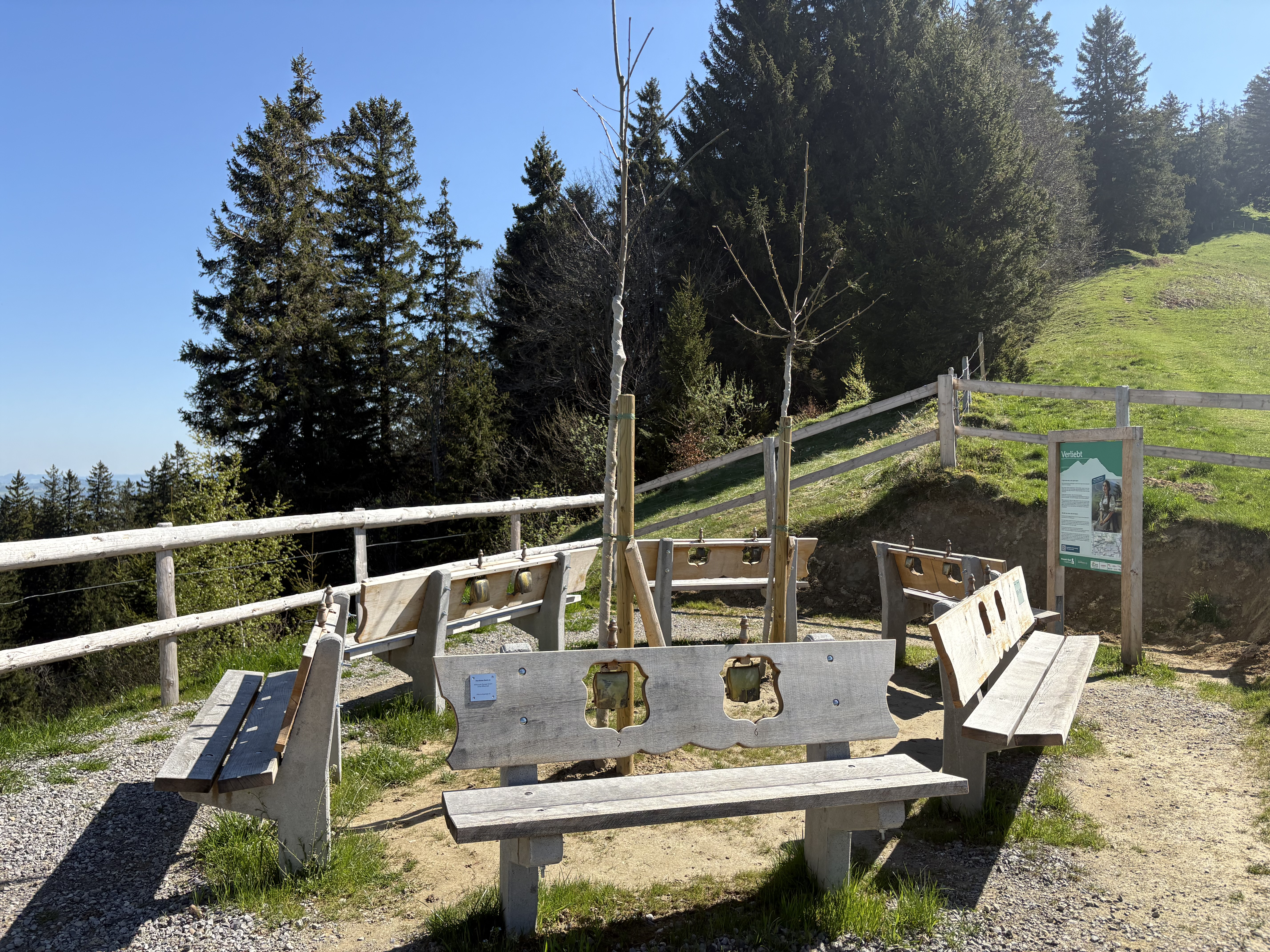
Station am Vreneli-Weg. Auf Glocken kann nach Vorlage das Guggisberglied gespielt werden.
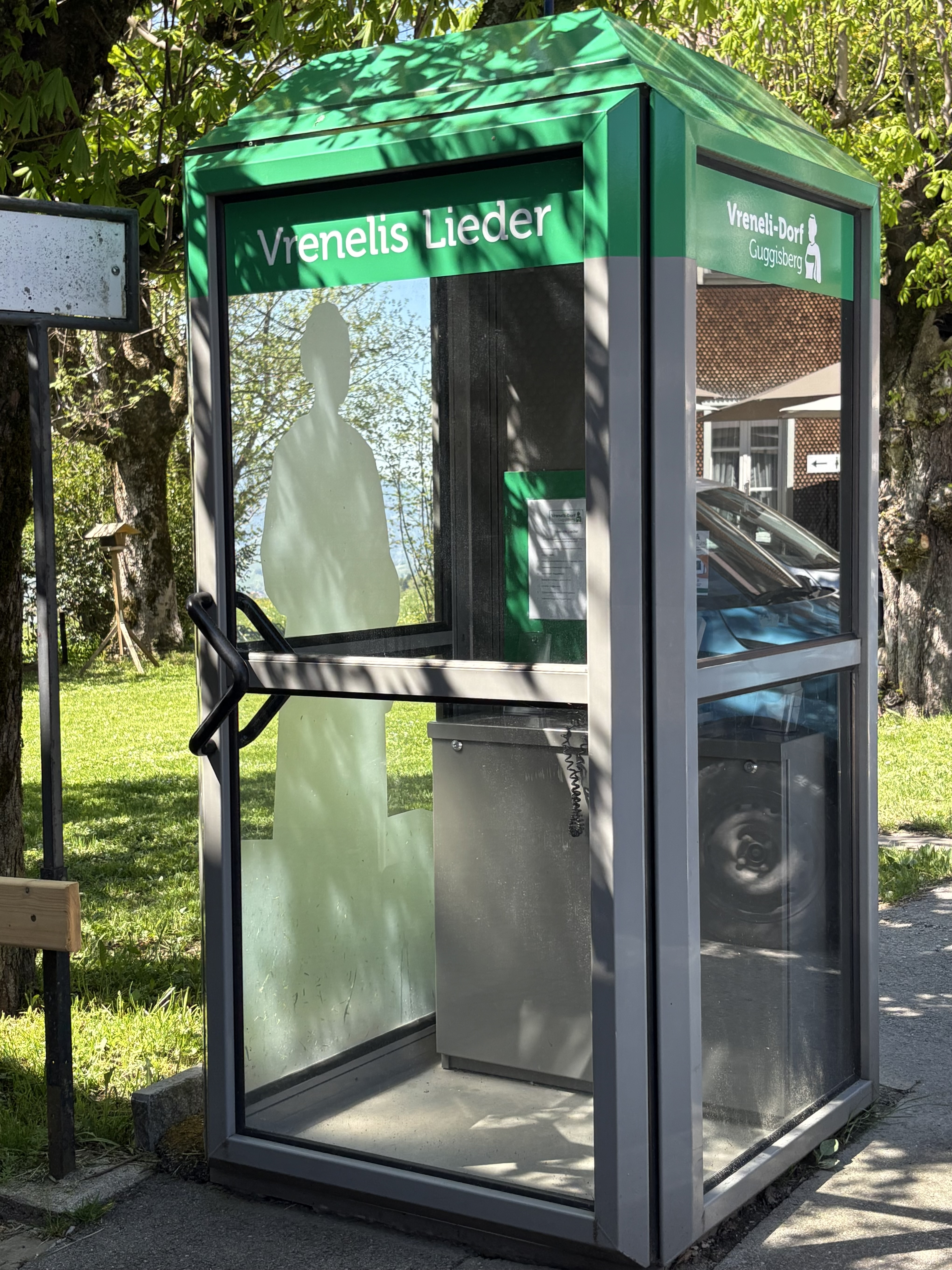
Telefonkabine mit Versionen des Guggisbergliedes
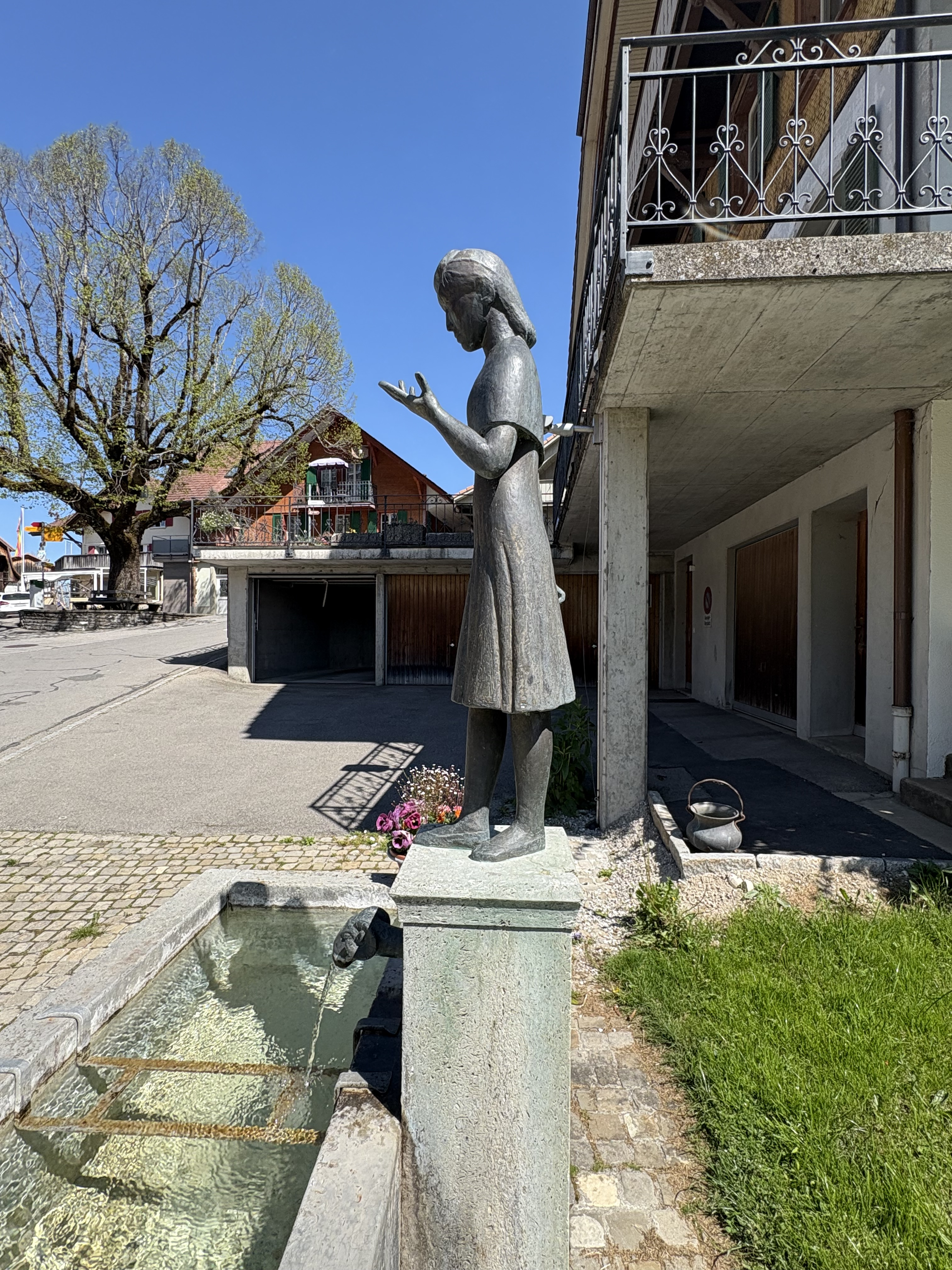
Brunnen
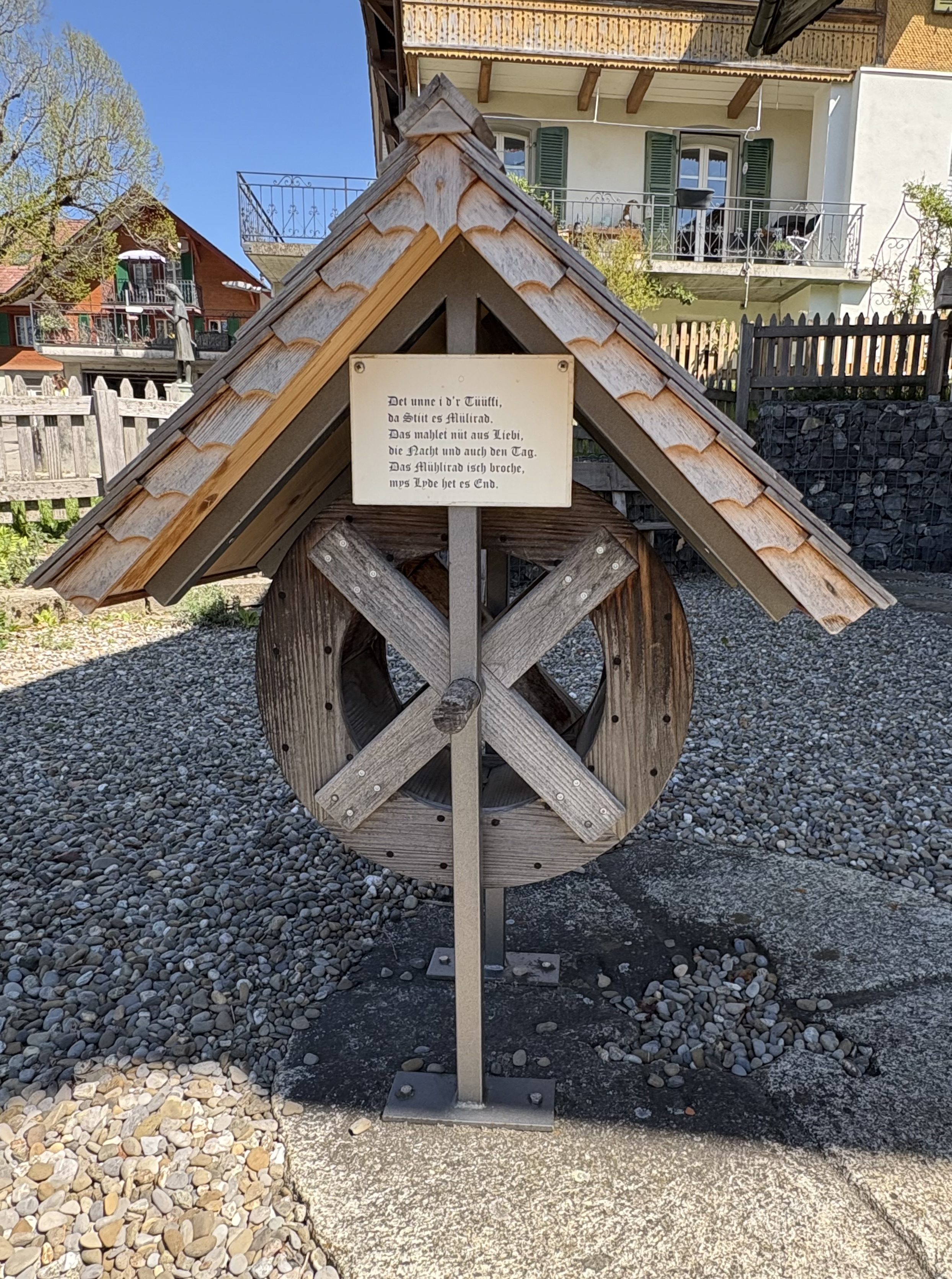
Mühlrad

## Persönlichkeiten
- Ulrich Dürrenmatt (1849–1908), Schweizer Journalist und Politiker
- Mirjam Helfenberger (* 1966), Schweizer Malerin und Musikerin
- Hans Nydegger (1848–1909), Zeitungsherausgeber, Schriftsteller und Bewahrer des Guggisberglieds